# Формери
Формери (фр. Formerie) насеље је и општина у североисточној Француској у региону Пикардија, у департману Оаза која припада префектури Бове.
По подацима из 2011. године у општини је живело 2091 становника, а густина насељености је износила 247,46 становника/km². Општина се простире на површини од 8,45 km². Налази се на средњој надморској висини од 221 метар (максималној 229 m, а минималној 206 m).

## Демографија
| 1962. | 1968. | 1975. | 1982. | 1990. | 1999. | 2011. |
| ----- | ----- | ----- | ----- | ----- | ----- | ----- |
| 1.712 | 1.954 | 2.075 | 2.175 | 2.179 | 2.170 | 2.091 |

График промене броја становника у току последњих година